# Джэксон (Теннесси)
Джэксон (англ. Jackson) — город в США в штате Теннесси, административный центр одноимённой столичной области, крупнейший город на территории округа Мадисон. Является восьмым по численности населения городом штата.

## География и климат
Площадь города составляет 128 км², при этом открытых водных пространств в нём нет, то есть вся указанная площадь приходится на сушу. Климат — влажный субтропический. Средняя температура января составляет −1°С, июля — 33°С.

## История
Первое европейское поселение в этой местности было основано в 1820 году. Город был назван в честь генерала Эндрю Джексона, героя Войны 1812 года и будущего президента. Официальным годом основания города считается 1821. Основу экономики в первые годы его существования составляли хлопковые плантации. В 1834 году в Джэксоне был учреждён Верховный суд Теннесси.
Незадолго до Гражданской войны город стал важным железнодорожным центром. Во время конфликта между Севером и Югом находился под контролем Конфедерации. 1 июня 1888 года было завершено строительство железной дороги из Мемфиса в Джэксон. В период с 1999 по 2008 годы город несколько раз сильно пострадал от торнадо.

## Население
По данным переписи населения 2010 года, в городе проживало 65211 человек. Расовый состав города был следующим: белые — 49,2 %, афроамериканцы и чернокожие — 45,07 %, коренные американцы — 0,2 %, азиаты — 1,2 %, уроженцы Гавайев и тихоокеанских островов — 0,02 %, представители других рас — 2,3 %, представители двух и более рас — 1,5 %, латиноамериканцы (любой расы) — 4 %. Средний возраст жителя составил 33,8 года.